# Associazione Calcio Reggiana 1995-1996
Questa voce raccoglie le informazioni riguardanti l'Associazione Calcio Reggiana nelle competizioni ufficiali della stagione 1995-1996.

## Stagione
Nella stagione 1995-1996 per cercare la pronta risalita in Serie A, la Reggiana si affida a un giovane allenatore reggiano, Carlo Ancelotti coadiuvato da Giorgio Ciaschini. L'ex-giocatore del Milan è all'esordio assoluto come allenatore di una squadra di club, avendo ricoperto in passato solamente il ruolo di vice di Arrigo Sacchi per la Nazionale italiana.
Il calciomercato apporta diversi cambiamenti alla squadra: la porta granata viene affidata all'esperto portiere Marco Ballotta, proveniente dal Brescia, in sostituzione di Francesco Antonioli, passato al Bologna. In difesa c'è l'addio al calcio dell'ex-Juventus Luigi De Agostini, oltre alle partenze di Zanutta e Parlato, ma il reparto viene rinforzato dagli acquisti di Giordano Caini, Roberto Cevoli, Massimiliano Tangorra e Paolo Ziliani. I cambiamenti più significativi sono però nel reparto di centrocampo: ceduto Oliseh al Colonia e Esposito (autore del gol-salvezza di due stagioni prima a San Siro contro il Milan) alla Lazio, la società ingaggia Pietro Strada, che sarà il vero uomo in più della stagione, insieme a Leonardo Colucci e Marco Schenardi, che saranno anch'essi protagonisti di una buonissima annata. In attacco, oltre al confermato Igor Simutenkov, le novità principali sono il giovane Michele Pietranera e Roberto Paci (poi ceduto alla Lucchese dopo sole 10 partite).
L'obiettivo dichiarato è la promozione, ma i primi risultati sono disastrosi: nelle prime sette partite la Reggiana non coglie nessun successo, anzi viene sconfitta perfino dalla modesta Pistoiese (che poi concluderà il campionato in ultima posizione). La serie negativa culmina, alla settima giornata, con un umiliante 4-1 subito dal Pescara. L'avventura di Ancelotti sulla panchina granata sembra essere già al capolinea, ma la società continua a concedergli fiducia e, a partire dall'ottava giornata, la squadra inizia ad ingranare: dopo aver battuto per 3-0 il Venezia dell'ex-allenatore Giuseppe Marchioro, ottenendo così la prima vittoria stagionale, i granata prendono fiducia e iniziano a rimontare: battute in casa le dirette concorrenti Salernitana, Bologna e Verona, la Reggiana vince anche ad Avellino e a Brescia, portandosi in testa alla classifica al termine del girone di andata nonostante qualche sconfitta patita fuori casa. Pietro Strada si rivela il vero trascinatore della squadra, con gol e assist pesanti, ma la Reggiana riesce a trovare la via della rete con molti giocatori diversi, anche con i più improbabili. È il caso, ad esempio, del difensore Paolo Ziliani, che segna solo un gol, ma un gol importantissimo in quanto consente alla Reggiana di battere la Salernitana in rimonta per 2-1 al Giglio.
All'inizio del girone di ritorno la Reggiana ha un netto calo di prestazioni: vince a stento contro il fanalino di coda Pistoiese, è sconfitta dal Perugia e manca la vittoria in due importanti match casalinghi contro Genoa e Cosenza, dove ottiene solo due pareggi. La partita della svolta è quella della 25ª giornata: la Reggiana non gioca benissimo a Lucca, ma grazie alle parate di Ballotta e ad un pizzico di fortuna riesce ad espugnare il Porta Elisa per 0-2 e conquistare tre punti molto importanti per la corsa alla promozione. A questo punto la Reggiana torna a fornire delle buone prestazioni e mette insieme sei vittorie consecutive in casa, alternandole con pareggi importanti lontano dal Giglio, tra i quali spicca lo 0-0 strappato al Dall'Ara nel derby contro il Bologna, poi vincitore del campionato.
Durante questo ottimo periodo la Reggiana è sconfitta soltanto a Salerno, per altro a causa di un gol realizzato in una dubbia posizione di fuorigioco, e arriva alla penultima giornata di campionato con 4 punti di vantaggio proprio sulla Salernitana quinta in classifica. I granata sono di scena a Verona, con i padroni di casa ormai già in Serie A, e basta un successo per ottenere la certezza matematica della promozione. Il gol che vale la Serie A lo realizza Pietro Strada, che trafigge la porta dei veneti con una bella conclusione da fuori area a dieci minuti dal termine. La Reggiana vince 1-0 e centra così la sua seconda promozione in tre anni ritornando nella massima serie dopo un solo anno di cadetteria.

## Divise e sponsor
| Prima divisa |

## Rosa
| N. |                   | Ruolo | Calciatore         |
| -- | ----------------- | ----- | ------------------ |
| 22 | Italia (bandiera) | P     | Marco Ballotta     |
| 3  | Italia (bandiera) | D     | Giordano Caini     |
| 2  | Italia (bandiera) | D     | Roberto Cevoli     |
| 20 | Italia (bandiera) | C     | Leonardo Colucci   |
| 28 | Italia (bandiera) | C     | Fernando De Napoli |
| 18 | Italia (bandiera) | A     | Marco Di Costanzo  |
| 24 | Italia (bandiera) | C     | Fabrizio Di Mauro  |
| 1  | Italia (bandiera) | P     | Ettore Gandini     |
| 6  | Italia (bandiera) | D     | Angelo Gregucci    |
| 8  | Italia (bandiera) | C     | Carmelo La Spada   |
| 4  | Italia (bandiera) | C     | Alessandro Mazzola |
| 16 | Italia (bandiera) | D     | Giovanni Orfei     |

| N. |                   | Ruolo | Calciatore             |
| -- | ----------------- | ----- | ---------------------- |
| 9  | Italia (bandiera) | A     | Roberto Paci           |
| 14 | Italia (bandiera) | A     | Michele Pietranera     |
| 27 | Italia (bandiera) | A     | Antonio Rizzolo        |
| 7  | Italia (bandiera) | C     | Marco Schenardi        |
| 5  | Italia (bandiera) | D     | Eugenio Sgarbossa      |
| 11 | Russia (bandiera) | A     | Igor' Simutenkov       |
| 10 | Italia (bandiera) | C     | Pietro Strada          |
| 19 | Italia (bandiera) | D     | Massimiliano Tangorra  |
| 23 | Italia (bandiera) | A     | Adriano Alex Taribello |
| 15 | Italia (bandiera) | D     | Max Tonetto            |
| 21 | Italia (bandiera) | D     | Paolo Ziliani          |

## Risultati

### Campionato

#### Girone di andata
| Reggio Emilia 27 agosto 1995 1ª giornata | Reggiana          | 0 – 0 | Palermo | Stadio Giglio\| Arbitro: \| Bonfrisco (Monza) \| |
| Arbitro:                                 | Bonfrisco (Monza) |       |         |                                                  |

| Arbitro: | De Prisco (Nocera Inferiore) |

|                   |           |  |
| Montrone 46’, 83’ | Marcatori |  |

| Reggio Emilia 10 settembre 1995 3ª giornata | Reggiana            | 0 – 0 | Perugia | Stadio Giglio\| Arbitro: \| Ceccarini (Livorno) \| |
| Arbitro:                                    | Ceccarini (Livorno) |       |         |                                                    |

| Arbitro: | Bettin (Padova) |

|                                             |           |                       |
| Buonocore 52’ (rig.) Marulla 75’ Miceli 90’ | Marcatori | 68’ (rig.) Simutenkov |

| Arbitro: | Franceschini (Bari) |

|              |           |          |
| Torrente 15’ | Marcatori | 76’ Paci |

| Arbitro: | Lana (Torino) |

|            |           |              |
| Strada 18’ | Marcatori | 61’ Rastelli |

| Arbitro: | Cesari (Genova) |

|                                               |           |          |
| A. Carnevale 40’ Sullo 47’ Giampaolo 59’, 70’ | Marcatori | 11’ Paci |

| Arbitro: | De Santis (Tivoli) |

|                                |           |  |
| Strada 8’, 15’ Paci 29’ (rig.) | Marcatori |  |

| Arbitro: | Dagnello (Trieste) |

|            |           |            |
| Hubner 25’ | Marcatori | 68’ Cevoli |

| Arbitro: | Serena (Bassano del Grappa) |

|                        |           |             |
| Strada 28’ Ziliani 40’ | Marcatori | 15’ Iuliano |

| Arbitro: | Tombolini (Ancona) |

|  |           |                                    |
|  | Marcatori | 50’, 51’ Pietranera 56’ Simutenkov |

| Arbitro: | Messina (Bergamo) |

|            |           |  |
| Strada 13’ | Marcatori |  |

| Arbitro: | Bonfrisco (Monza) |

|                                         |           |  |
| Cevoli 27’ (aut.) P. Bresciani 42’, 58’ | Marcatori |  |

| Arbitro: | Ercolino (Cassino) |

|              |           |  |
| Tangorra 78’ | Marcatori |  |

| Arbitro: | Farina (Novi Ligure) |

|  |           |                |
|  | Marcatori | 85’ Pietranera |

| Reggio Emilia 17 dicembre 1995 16ª giornata | Reggiana           | 0 – 0 | Fidelis Andria | Stadio Giglio\| Arbitro: \| Stafoggia (Pesaro) \| |
| Arbitro:                                    | Stafoggia (Pesaro) |       |                |                                                   |

| Arbitro: | Borriello (Mantova) |

|               |           |  |
| Artistico 41’ | Marcatori |  |

| Arbitro: | Racalbuto (Gallarate) |

|                           |           |  |
| Simutenkov 1’ Mazzola 87’ | Marcatori |  |

| Arbitro: | Lana (Torino) |

|                                  |           |  |
| Ceramicola 36’ Pasino 73’ (rig.) | Marcatori |  |

#### Girone di ritorno
| Palermo 21 gennaio 1996 20ª giornata | Palermo             | 0 – 0 | Reggiana | Stadio La Favorita\| Arbitro: \| Ceccarini (Livorno) \| |
| Arbitro:                             | Ceccarini (Livorno) |       |          |                                                         |

| Arbitro: | Dagnello (Trieste) |

|                                  |           |  |
| Notari 57’ (aut.) Simutenkov 87’ | Marcatori |  |

| Arbitro: | Boggi (Salerno) |

|                           |           |                |
| Negri 19’ A. Briaschi 34’ | Marcatori | 77’ Pietranera |

| Arbitro: | Quartuccio (Torre Annunziata) |

|             |           |               |
| Colucci 69’ | Marcatori | 90’ Lucarelli |

| Reggio Emilia 25 febbraio 1996 24ª giornata | Reggiana           | 0 – 0 | Genoa | Stadio Giglio\| Arbitro: \| Rodomonti (Teramo) \| |
| Arbitro:                                    | Rodomonti (Teramo) |       |       |                                                   |

| Arbitro: | Cinciripini (Ascoli Piceno) |

|  |           |                     |
|  | Marcatori | 45’, 50’ Simutenkov |

| Arbitro: | Bettin (Padova) |

|                                  |           |                   |
| Rizzolo 41’, 55’ Di Costanzo 90’ | Marcatori | 63’ Di Giannatale |

| Venezia 24 marzo 1996 27ª giornata | Venezia           | 0 – 0 | Reggiana | Stadio Pierluigi Penzo\| Arbitro: \| Messina (Bergamo) \| |
| Arbitro:                           | Messina (Bergamo) |       |          |                                                           |

| Arbitro: | Nicchi (Arezzo) |

|                    |           |  |
| Corrado 21’ (aut.) | Marcatori |  |

| Arbitro: | Pairetto (Nichelino) |

|            |           |  |
| Pisano 87’ | Marcatori |  |

| Arbitro: | Gronda (Genova) |

|             |           |  |
| Colucci 70’ | Marcatori |  |

| Bologna 20 aprile 1996 31ª giornata | Bologna             | 0 – 0 | Reggiana | Stadio Renato Dall'Ara\| Arbitro: \| Ceccarini (Livorno) \| |
| Arbitro:                            | Ceccarini (Livorno) |       |          |                                                             |

| Arbitro: | De Prisco (Nocera Inferiore) |

|                                                       |           |               |
| Rizzolo 20’ Strada 34’ (rig.), 64’ Schenardi 36’, 57’ | Marcatori | 66’ Kolyvanov |

| Verona 5 maggio 1996 33ª giornata | Chievo          | 0 – 0 | Reggiana | Stadio Marcantonio Bentegodi\| Arbitro: \| Treossi (Forlì) \| |
| Arbitro:                          | Treossi (Forlì) |       |          |                                                               |

| Arbitro: | Trentalange (Torino) |

|                                        |           |                           |
| Simutenkov 4’, 53’ (rig.) Gregucci 23’ | Marcatori | 2’ A. Filippini 32’ Volpi |

| Arbitro: | Pellegrino (Barcellona Pozzo di Gotto) |

|              |           |             |
| Gasparini 1’ | Marcatori | 78’ Colucci |

| Arbitro: | Borriello (Mantova) |

|                              |           |            |
| Pietranera 20’ Schenardi 61’ | Marcatori | 21’ Lucidi |

| Arbitro: | Tombolini (Ancona) |

|  |           |            |
|  | Marcatori | 77’ Strada |

| Arbitro: | Bazzoli (Merano) |

|               |           |                              |
| Schenardi 28’ | Marcatori | 8’ Toscano 19’, 37’ Aglietti |

### Coppa Italia
| Arbitro: | Rossi (Ciampino) |

|                                                                  |                      |                                                                    |
| Di Pietro 38’                                                    | Marcatori            | 64’ La Spada                                                       |
| Marta De Sio Scichilone Incrivaglia Campioli Italiano Campanella | Tiri di rigore 5 – 6 | Ziliani Mazzola Schenardi Pietranera Simutenkov Ballotta Sgarbossa |

| Arbitro: | Rodomonti (Teramo) |

|                        |           |  |
| Schenardi 39’ Paci 34’ | Marcatori |  |

| Arbitro: | Pairetto (Nichelino) |

|                                            |           |  |
| G. Bresciani 18’, 56’ (rig.) Valtolina 48’ | Marcatori |  |